# Титковский, Игорь Адамович
Игорь Адамович Титковский (р. 20 февраля 1956, Осиповичи) — белорусский краевед, архивист, историк архитектуры Беларуси, художник-график, автор статей и книг о Слуцке.

## Биография
Родился 20 февраля 1956 года в Осиповичах в семье железнодорожника. В 1967 году семья переехала в Слуцк. Учился в слуцкой средней школе № 10, занимался в студии изобразительного искусства при Слуцком Доме пионеров и школьников, которой руководил Владимир Степанович Садин. Учился на художественно-графическом факультете Витебского государственного педагогического института (1973—1978). Дипломная работа — серия офортов на тему «История города». Во время учёбы принимал участие в городской и двух институтских художественных выставках. С 1978 по 1980 год служил в армии. С 1985 года — директор художественной школы, с 1995 года снова преподаватель ДХШ.

## Творчество и краеведческая работа
Принимал участие в городских и республиканских художественных выставках. Работы находятся в частных собраниях и в Слуцком краеведческом музее.
С 1980-х годов занялся изучением истории искусства и культуры Слуцка. Много краеведческих материалов печаталась на страницах городских и республиканских газет, в журналах «Мастацтва» и «Полымя».
Белорусским институтом проблем культуры в 1995 году издана методическая разработка И. Титковского «Художники и умельцы». Автор статей в историко-документальной хронике «Память. Слуцкий район, Слуцк» (тт. 1-2, Мн. 2001)
Книги:
- Помнікі архітэктуры Слуцка (1997)
- Храмы города Слуцка. Мінуўчына і сучаснасць (2003)
- Случчына. Уладары краю. X−XIX стагоддзі (2006)
- Мастакі Случчыны (2006)
- Слуцк. Гісторыя горада ў помніках архітэктуры (2015)
- Мастацтва Случчыны : гісторыя, імёны, творы (2019)[3][4][5].

Особенно примечательна книга «Слуцк. История города в памятниках архитектуры», где помещены сведения о 54 исторических объектах, 254 иллюстрации: фотографии, планы, рисунки; 56 статей про архитектуру и историю Слуцка. И. Титковский реконструировал планы Слуцка XII и XVII веков по результатам археологических раскопок, которые проводились на территории города в XX веке, и исторических документов, которые отражают особенности планировки Слуцка. При этом он использовал как архивные документы, так и воспоминания местных жителей, которые ещё помнили Слуцк 1920—1930-х годов.